# Liste der Orden und Ehrenzeichen des Landes Rheinland-Pfalz
Das Land Rheinland-Pfalz verleiht folgende Orden und Ehrenzeichen:
- Rettungsmedaille (Rheinland-Pfalz) (1951)
- Ehrennadel des Landes Rheinland-Pfalz (1974)
- Verdienstorden des Landes Rheinland-Pfalz (1981)
- Feuerwehr-Ehrenzeichen (Rheinland-Pfalz) (1983)
- Verdienstmedaille des Landes Rheinland-Pfalz (1996)
- Feuerwehr-Leistungsabzeichen des Landes Rheinland-Pfalz
- Staatsmedaille des Landes Rheinland-Pfalz für besondere soziale Verdienste (1972)
- Fluthilfemedaille 2021 des Landes Rheinland-Pfalz (2022)